# Крестинин, Александр Сергеевич
Алекса́ндр Серге́евич Крести́нин (род. 19 сентября 1978, Краснодар) — российский футболист, игравший на позиции защитника; тренер. Действующий главный тренер футбольного клуба "Худжанд". С 2014 по 2023 год являлся главным тренером национальной сборной Кыргызстана.
Кавалер ордена «Данакер» — высшей государственной награды Кыргызстана. Работал с национальной сборной Кыргызстана, с которой впервые в истории команды добился выхода на Кубок Азии и дошёл на турнире 2019 года до 1/8 финала.

## Карьера

### В качестве футболиста
Футболом начал заниматься в родном Краснодаре с первого класса школы, тогда же его приметил тренер местной СДЮСШОР-5. Привлекался в юниорской сборной России. Принимал участие в юношеском турнире Milk Cup. С 1995 по 1996 год выступал за краснодарский «Колос», провёл 1 матч. Затем был в составе «Ростсельмаша-д», однако на поле ни разу не вышел из-за травмы; 1998 год провёл в чемпионате Краснодара в команде «Нефтяник Кубани» (Горячий Ключ) с Тчуйсе и Коанье. В 1999 году сыграл 23 встречи и забил 2 гола в составе «Кубани».
В сезоне 2000 года защищал цвета клуба «Краснознаменск», принял участие в 36 поединках команды в первенстве и ещё 3 матча провёл в Кубке России. В 2001 году пополнил ряды оренбуржского «Газовика», в 20 встречах забил 1 мяч. В 2002 году играл за казахстанский «Каспий». Сезон 2003 начал в тамбовском «Спартаке», провёл 18 матчей в первенстве и 2 поединка в Кубке, после чего перешёл в «Реутов», где и доиграл сезон, в 12 встречах отметившись 1 голом.
В 2004 году пополнил ряды новомосковского «Дона», сыграл 9 матчей и забил 1 мяч в первенстве и ещё 2 встречи провёл в Кубке России, после чего перешёл в казахстанский клуб «Яссы-Сайрам», в составе которого провёл 8 матчей в Высшей лиге Казахстана. В 2005 году сначала играл за клуб «Нара-Десна», принял участие в 7 встречах, затем в том же году пополнил ряды щёлковского «Спартака», за который затем выступал до 2006 года, проведя за это время 39 матчей в первенстве и 1 поединок в Кубке.
В сезоне 2007 года защищал цвета «Смены», сыграл 26 матчей и забил 1 гол в первенстве и ещё 4 встречи провёл в Кубке России. В 2008 году выступал за красноярский «Металлург», в составе которого принял участие в 26 поединках и отметился 2 мячами в первенстве и ещё 3 матча сыграл в Кубке.
Выступал за юношескую сборную России.

### В качестве тренера
В 2010 году начал работать играющим тренером, а чуть позже стал главным тренером киргизского клуба «Нефтчи» из Кочкор-Аты и в том же году привёл команду к первой в истории клуба победе в Высшей лиге Кыргызстана, а также вывел клуб в финал Кубка Кыргызстана. В следующем году «Нефтчи» стал серебряным призёром и снова дошёл до финала Кубка Кыргызстана.
В 2014 году был назначен главным тренером национальной сборной Кыргызстана. С 2017 года стал параллельно главным тренером бишкекского клуба «Дордой». Со сборной Кыргызстана впервые в истории команды получил путёвку в Кубок Азии 2019 и дошёл до 1/8 финала этого турнира.
В 2018 году стал чемпионом и обладателем Кубка Кыргызстана во главе клуба «Дордой».
Вывел сборную Кыргызстана на Кубок Азии-2023, однако в апреле 2023 года покинул пост главного тренера национальной команды.
С июля 2023 года — главный тренер ташкентского «Бунёдкора». В конце сезона покинул клуб.
Летом 2024 года возглавил ташкентский "Локомотив". За четыре тура до окончания сезона был отправлен в отставку. В декабре того же года принял новый клуб из Кыргызстана  "Барс". В июне ушел в отставку. В начале июля принял таджикский "Худжанд".

## Семья
Женат, в семье трое детей. Сын Кирилл (род. 2002) в прошлом футболист, ныне тренер по физподготовке, работал в штабе Александра Крестинина сначала в "Барсе", затем в "Худжанде".

## Награды
- Орден «Данакер» (24 января 2019 года, Кыргызстан) — за большие достижения на Кубке Азии по футболу 2019 года, большой вклад в развитие физической культуры и спорта, подготовку квалифицированных спортсменов республики и безграничную преданность футболу[16][17]